# 平行公設

如果α和β的內角和小於180°，則兩直線不斷延伸，在這一側相交。

平行公設（英語：Parallel postulate），也稱為歐幾里得第五公設，因是《幾何原本》五條公設的第五條而得名。這是歐幾里得幾何一條與別不同的公理，比前四條複雜。公設是說：
如果一條線段與兩條直線相交，在某一側的內角和小於兩直角和，那麼這兩條直線在不斷延伸後，會在內角和小於兩直角和的一側相交。
假定所有歐幾里得公設（當中包括平行公設）都成立的幾何称为歐幾里得幾何。假定平行公設不成立的稱為非歐幾里得幾何。不依賴於平行公設的幾何，也就是只假設前四條公設的，稱為仿射幾何。这只是一个与平行线的性质有关的公设。欧几里得已在《几何原本》第I卷定义第23条中定义过平行线了。。
歐幾里得幾何的有些性質與平行公設等價，也就是假設平行公設成立，可推導出這些性質，反过来假設這些性質的一項為公理，也可以推導出平行公設。其中最重要的一項，也是最常作為公理代替平行公設的，要算是蘇格蘭數學家约翰·普莱费尔提出的普莱费尔公理：
給定一條直線，通過此直線外的任何一點，有且只有一條直線與之平行。
这里有个问题要提出来，即在证明第五公设时，平面是不加定义，如果平面作如下定义：满足第五公设的面定义为平面。这实际上可用公理法对平面作定义。如果有这定义，第五公设是自明的。这才符合直观。

## 歷史
很多人嘗試用前四條公設證明平行公設都不成功，反而創造了違反平行公設的雙曲幾何。最後由意大利數學家貝爾特拉米（Eugenio Beltrami）證明了平行公設獨立於前四條公設。

## 等價命題
很多命題看似與平行線無關，實則與平行公設等價。有些性質看似很明顯，因而被一些聲稱證明了平行公設的人不經意用到了。這裡是一些命題：
1. 三角形內角和為兩直角。
2. 所有三角形的內角和都相等。
3. 存在一對相似但不全等的三角形。
4. 所有三角形都有外接圓。
5. 若四邊形三個內角是直角，那麼第四個內角也是直角。
6. 存在一對等距的直線。
7. 平行滿足遞移性，即若兩條直線都平行於第三條，那麼這兩條直線也平行。